# Sonya Eddy
Sonya Eddy (* 17. Juni 1967 in Concord, Kalifornien; † 19. Dezember 2022 in Burbank, Kalifornien) war eine US-amerikanische Schauspielerin. Sie wurde vor allem bekannt als Darstellerin der Epiphany Johnson in der Seifenoper General Hospital auf ABC, die sie von 2006 bis zu ihrem überraschenden Tod 2022 spielte.

## Leben
Eddy wuchs in Concord, Kalifornien auf. Sie studierte Anglistik und African-American Studies mit Nebenfach Theaterwissenschaften an der University of California, Davis und schloss dort 1992 mit einem Bachelor of Arts ab. Ihr Schauspieldebüt hatte sie 1990 in Ruby Dees Stück Zora is My Name! Es folgten Auftritte im Musical zu Die Komödie der Irrungen, als Hexe in Into the Woods von Stephen Sondheim und als Bloody Mary in South Pacific.
1995 zog sie nach Hollywood und begann in Sitcoms wie Eine schrecklich nette Familie, Drew Carey Show, Murphy Brown, Seinfeld und Hör mal, wer da hämmert mitzuspielen. In Filmen wie High School High (1996), Jackpot – Krach in Atlantic City (1998), Patch Adams (1998), Inspektor Gadget (1999) sowie Sieben Leben (2008) war sie als Krankenschwester zu sehen. Sie war außerdem in komödiantischen Rollen zum Beispiel in Familie Klumps und der verrückte Professor (2000), Barbershop (2002), Der Kindergarten Daddy (2003), Wie überleben wir Weihnachten? (2004) und Pee-wee's Big Holiday (2016) zu sehen. Von 2004 bis 2005 trat sie in einer wiederkehrenden Rolle in der Serie Die himmlische Joan auf. Eine ihrer wenigen dramatischen Rollen hatte sie in Coach Carter (2005).
2006 trat sie erstmals in der Rolle der Epiphany Johnson, einer skrupellosen Oberschwester in der Seifenoper General Hospital auf. Sie spielte die Rolle von 2006 bis 2022. In dieser Zeit wechselte ihr Status von einer Hauptrolle ab August 2007 zu einer Nebenrolle. Von 2007 bis 2008 war sie außerdem eine der Hauptfiguren im Spinoff General Hospital: Night Shift auf Soapnet.
Gastauftritte hatte sie außerdem in Reba, Monk, Dr. House, Emergency Room – Die Notaufnahme, Desperate Housewives, Mike & Molly, 2 Broke Girls, The Middle, Mom und Castle. Von 2013 bis 2014 war sie, ebenfalls als skrupellose Oberschwester, in der Serie Legit im FX Network zu sehen. Von 2016 bis 2019 hatte sie eine Nebenrolle in Those Who Can't. Ihren letzten Auftritt hatte sie in der Filmkomödie Dicks: The Musical (2023). Ihr Schaffen für Film und Fernsehen umfasst mehr als 130 Produktionen.
Sonya Eddy starb am 19. Dezember 2022 an einer Infektion bei einer nicht notfallmäßigen Operation im Alter von 55 Jahren. Posthum wurde ihr bei der Daytime-Emmy-Verleihung 2023 ein Emmy als beste Nebendarstellerin verliehen.

## Filmografie (Auswahl)

### Film
- 1996: High School High
- 1997: Die Hawking Affäre (Motel Blue)
- 1998: Jackpot – Krach in Atlantic City (Sour Grapes)
- 1998: The Godson
- 1998: Patch Adams
- 1999: Eve und der letzte Gentleman (Blast from the Past)
- 1999: Inspektor Gadget (Inspector Gadget)
- 2000: Familie Klumps und der verrückte Professor (Nutty Professor II: The Klumps)
- 2000: Dish Dogs
- 2001: Jennie, die Unbezähmbare (The Jennie Project)
- 2002: Die Hochzeitsfalle (Buying the Cow)
- 2002: Barbershop
- 2003: Der Kindergarten Daddy (Daddy Day Care)
- 2003: Tricks (Matchstick Men)
- 2003: Leprechaun 6 – Back 2 tha Hood
- 2004: One Last Ride
- 2004: Wie überleben wir Weihnachten? (Surviving Christmas)
- 2005: Coach Carter
- 2005: Come Away Home
- 2005:Die Bären sind los (Bad News Bears)
- 2005: The reading Room
- 2005: Lost in Plainview
- 2006: Spiel auf Bewährung (Gridiron Gang)
- 2007: Year of the Dog
- 2008: Player 5150
- 2008: Sieben Leben (Seven Pounds)
- 2009: The Perfect Game
- 2011: Answers to Nothing
- 2012: K-11
- 2013: Miss Dial
- 2013: Der unglaubliche Burt Wonderstone (The Incredible Burt Wonderstone)
- 2014: The Hive
- 2016: Pee-wee's Big Holiday
- 2017: Thumper
- 2021: Good on Paper
- 2022: Frank & Penelope
- 2022: V/HS/99
- 2023: Dicks: The Musical

### Fernsehserien (ohne Gastauftritte)
- 2001–2003: Primetime Glick
- 2004–2005: Die himmlische Joan (Joan of Arcadia)
- 2006–2022: General Hospital
- 2007–2008: General Hospital: Night Shift
- 2013–2014: Legit
- 2016–2019: Those Who Can’t
- 2019: Black Jesus
- 2022: Die letzten Tage des Ptolemy Grey (The Last Days of Ptolemy Grey)

### Videospiele (Synchronrollen)
- 2008: Saints Row 2
- 2011: Driver: San Francisco
- 2012: Guild Wars 2